# Mission de l'Esprit-Saint
La Mission de l'Esprit-Saint est un groupe religieux fondé en 1913 et basé principalement au Québec (Canada). Son idéologie est basée sur l’enseignement d’Eugène Richer dit La Flèche (1871-1925).  

## Croyances
Les membres croient qu'Eugène Richer aurait ressuscité un homme sur la place d'Armes et qu'il aurait prédit l'exécution de l'empereur de Russie Nicolas II. La communauté croit également en la réincarnation, les âmes des fidèles devant se glisser dans les embryons portés par de bonnes mères. Les infidèles sont condamnés à se réincarner en vermine.
Les membres refusent de se faire vacciner. Le gouvernement du Québec refuse d’exempter les non-vaccinés qui le sont pour motifs religieux.
La Mission de l'Esprit-Saint enseigne par ailleurs que la Terre a la forme d'une poire.

## Nombre de membres
Selon Statistique Canada, 666 personnes se sont déclarées membres de la Mission à travers le pays selon l'enquête nationale auprès des ménages de 2011.
La Mission de l'Esprit-Saint est divisée géographiquement en six branches qui sont indépendantes les unes des autres. On les trouve à Joliette, Saint-Paul, Lavaltrie et Anjou, où l'on compterait plus de 420 membres.

## École confessionnelle
En 2004, l'Institut Laflèche, une école illégale fondée par la Mission de l'Esprit-Saint, fut fermée sur ordre du ministère de l'Éducation du Québec. L'enseignement y était donné par des parents bénévoles et ignorait le programme de formation de l'école québécoise. La décision de fermer l'école fut confirmée par la Cour supérieure du Québec en 2007.
Refusant d'envoyer leurs enfants dans les écoles publiques, les membres de la Mission ont décidé d'exercer l'enseignement à la maison, sous la supervision de la commission scolaire des Samares. En 2006, les données récoltées par la commission scolaire permirent de constater que les enfants avaient des taux de réussite faibles en mathématiques (59 % au primaire, 27 % au secondaire) et en lecture (61 % au primaire, 48 % au secondaire).
En 2016, le ministère de l'Éducation permit l'ouverture d'une école privée, l'école L'Accord, située à Saint-Paul. L'établissement dit se conformer au programme du ministère et avoir des enseignants qualifiés. Les élèves doivent prier deux fois par jour et réciter un livret contenant les principales croyances de la secte deux fois par semaine. En 2019, le ministre de l'Éducation du Québec fait retirer le permis de l'école, citant le non-respect de la loi sur l'enseignement privé. Notamment, l'école L'Accord avait rapporté 15 élèves à sa charge pour l'année scolaire 2018-2019, alors qu'elle en avait en réalité plus de 60, en plus de manquer de professeurs qualifiés et de ressources financières.
À Lavaltrie, il y a une école primaire privée du nom de « l'Académie de la Vallée du Roy » qui est opérée par la Mission.

## Scandale
Ce groupe a souvent été rapporté dans les médias avec des accusations d'agression sexuelle, de maltraitance médicale et de privation d'éducation envers plusieurs membres de cette secte. Les différents crimes ont surtout été infligés aux femmes et aux enfants et ces scandales ont souvent été le sujet de plusieurs documentaires à la télévision,,.